# 佐藤衣里子
佐藤 衣里子（さとう えりこ、1990年6月25日 - ）は、日本のタレント、グラビアアイドル、レースクイーン。
東京都出身。元ワンエイトプロモーション所属。

## 略歴
2012年、SUPER GT「JLOCレースクイーン」としてRQのキャリアをスタート。当初は「フルール」という事務所に所属していたが、2013年からワンエイトに移籍。同年7月、初のイメージDVD『誘惑』をリリース。2016年現在で5作のイメージDVDを発表している。
レースクイーン活動の一方で雑誌グラビアにも登場するようになり、「ビッグコミックスピリッツ」2015年14号では、同誌初となるノーパングラビアを披露し話題となった。

## 人物
- 趣味：ダンス、水泳、ゴルフ。
- 特技：縄跳び、新体操。
- 妹が1人いる[4]。
- 2014年のマッハ車検GALの相方だった西村麻依とは、小・中学時代、通っていた塾が同じだった[1]。

## 活動

### レースクイーン
| カテゴリー   | 年度：チーム名 |
| ------------ | --- |
| SUPER GT     | 2012年：JLOCレースクイーン 2014年・2015年：TEAM MACH マッハ車検GAL 2016年：LM Corsa pacific mermaids 2017年：ZENT sweeties                             |
| スーパー耐久 | 2014年：TRACY SPORTS マッハ車検GAL 2015年：TEAM MACH with MAKERS RACING マッハ車検GAL                                                                  |
| D1グランプリ | 2015年：PACIFIC D1 GIRL |
| GTアジア     | 2014年：Tiger Racing AUDI レースクイーン 2015年：Tiger Racing ベントレー・チーム・アブソリュートGT3レースクイーン 2016年：phoenix racingレースクイーン |

### 雑誌
- CARトップ　表紙
- ドカント(デジタルスタイル)
- RC WORLD(エイ出版社)
- ギャルズ・パラダイス（三栄書房）表紙
- GOLF TODAY「GTバーディーズ」（三栄書房、2016年7月～）[5]
- 週刊ビッグコミックスピリッツ　表紙
- 週刊プレイボーイ
- フライデー
- 週刊実話
- 週刊アサヒ芸能
- グラビアン魂
- F road neo 表紙
- 週刊大衆
- 日刊大衆
- 月刊モトチャンプ
- 月刊ゴルフダイジェスト

### その他
- 「東京渋谷コレクション」モデル（2013年）
- JJおしゃpオーディション
- glory ラウンドガール（2013）
- lychaファッションショー
- it girl（サイバージャパン）
- bikini night（サイバージャパン）
- disel big beach festival（サイバージャパン）
- ravijour party（サイバージャパン）
- 西口プロレスラウンドガール（2015年4月～2016年3月）
- igf2 ラウンドガール
- mutaボートショー
- マシェバラ
- ティーアップ「男のアミノ酸」7ガールズ（2015年）
- 敏感探偵ジャスミン〜熱海小説家殺人事件〜朝日放送
- 東京ゲームショー（CAPCOM）2016
- モーターファンフェスタ
- フジテレビ　いらこん生放送
- トランスフォーマー30周年記者会見
- チューニングカーギャラリーイメージモデル
- 飯テロ嬢
- 22年目の告白
- 洞窟おじさん
- アウトデラックス
- とんねるずのみなさんのおかげでした

## 作品

### 写真集
- 尻愛体（2016年10月24日、小学館、撮影：西田幸樹）ISBN 978-4096822302

### DVD
- 誘惑（2013年7月26日、竹書房）
- 甘～いサトウはお好き？（2015年5月22日、イーネット・フロンティア）
- シュガーティーチャー（2016年4月21日、ギルド）
- サプライズ（2016年8月25日、エアーコントロール）
- Venus（2017年5月26日、No brand）